# Trophée Gazet van Antwerpen 1987-1988
Navigation
1988-1989
Le Trophée Gazet van Antwerpen 1987-1988 est la 1re édition du Trophée Gazet van Antwerpen, compétition de cyclo-cross organisée par le quotidien belge néerlandophone Gazet van Antwerpen.

## Résultats
| Date         | Lieu                  | Vainqueur            | Deuxième             | Troisième        |
| ------------ | --------------------- | -------------------- | -------------------- | ---------------- |
| 1er novembre | Putte                 | Christian Hautekeete | Rudy De Bie          | Alex Moonen      |
| 11 novembre  | Niel - Jaarmarktcross | Roland Liboton       | Ludo De Rey          | Maarten Hendriks |
| 12 décembre  | Essen - GP Rouwmoer   | Walter Marijnissen   | Ivan Messelis        | Dirk Pauwels     |
| 26 décembre  | Rijkevorsel           | Roland Liboton       | Huub Kools           | Paul De Brauwer  |
| 28 décembre  | Loenhout - Azencross  | Hennie Stamsnijder   | Huub Kools           | Henk Baars       |
| 2 janvier    | Mol                   | Rudy De Bie          | Christian Hautekeete | Ivan Messelis    |
| 13 février   | Breendonk             | Ivan Messelis        | Rudy De Bie          | Johan Ghyllebert |

## Classement final
| #   | Coureur              | Points |
| --- | -------------------- | ------ |
| 1.  | Rudy De Bie          | 103    |
| 2.  | Christian Hautekeete | 103    |
| 3.  | Ivan Messelis        | 96     |
| 4.  | Alex Moonen          | 77     |
| 5.  | Guy Van Dijck        | 70     |
| 6.  | Alex Heremans        | 69     |
| 7.  | Ludo Belmans         | 56     |
| 8.  | Paul Lauwaert        | 54     |
| 9.  | Daniel Van Den Bosch | 51     |
| 10. | Ivan Messelis        | 45     |

## Résultats détaillés
| #  | Coureur              | Temps |
| -- | -------------------- | ----- |
| 1  | Christian Hautekeete |       |
| 2  | Rudy De Bie          |       |
| 3  | Guy Vandijck         |       |
| 4  | Guy Vandijck         |       |
| 5  | Ludwig Wynants       |       |
| 6  | Rudy Van Craen       |       |
| 7  | Alex Heremans        |       |
| 8  | Eddy De Bie          |       |
| 9  | Gerard Benoit        |       |
| 10 | Paul Herijgers       |       |

| #  | Coureur              | Temps |
| -- | -------------------- | ----- |
| 1  | Roland Liboton       |       |
| 2  | Ludo De Rey          |       |
| 3  | Maarten Hendriks     |       |
| 4  | Rudy De Bie          |       |
| 5  | Radomír Šimůnek sr.  |       |
| 6  | Christian Hautekeete |       |
| 7  | Alex Heremans        |       |
| 8  | Nicolas Kvacnicka    |       |
| 9  | Jo Martens           |       |
| 10 | Rudy Thielemans      |       |

| #  | Coureur              | Temps |
| -- | -------------------- | ----- |
| 1  | Walter Marijnissen   |       |
| 2  | Ivan Messelis        |       |
| 3  | Dirk Pauwels         |       |
| 4  | Paul Lauwaert        |       |
| 5  | Frank Francken       |       |
| 6  | Luc Naudts           |       |
| 7  | Ludo Belmans         |       |
| 8  | Daniel Van Den Bosch |       |
| 9  | Paul Herijgers       |       |
| 10 | Rudy Thielemans      |       |

| #  | Coureur              | Temps |
| -- | -------------------- | ----- |
| 1  | Roland Liboton       |       |
| 2  | Huub Kools           |       |
| 3  | Paul De Brauwer      |       |
| 4  | Walter Marijnissen   |       |
| 5  | Christian Hautekeete |       |
| 6  | Ludo Belmans         |       |
| 7  | Frank Francken       |       |
| 8  | Radomír Šimůnek sr.  |       |
| 9  | Guy Vandijck         |       |
| 10 | Daniel Van Den Bosch |       |

| #  | Coureur              | Temps |
| -- | -------------------- | ----- |
| 1  | Hennie Stamsnijder   |       |
| 2  | Huub Kools           |       |
| 3  | Henk Baars           |       |
| 4  | Christian Hautekeete |       |
| 5  | Paul De Brauwer      |       |
| 6  | Ivan Messelis        |       |
| 7  | Rudy De Bie          |       |
| 8  | Ronny De Vos         |       |
| 9  | Carl Camrda          |       |
| 10 | Alex Moonen          |       |

| #  | Coureur              | Temps |
| -- | -------------------- | ----- |
| 1  | Rudy De Bie          |       |
| 2  | Christian Hautekeete |       |
| 3  | Ivan Messelis        |       |
| 4  | Rudy Thielemans      |       |
| 5  | Carl Camrda          |       |
| 6  | Alex Moonen          |       |
| 7  | Wim Lambrechts       |       |
| 8  | Alex Heremans        |       |
| 9  | Guy Vandijck         |       |
| 10 | Marc Janssens        |       |

| Manche 7 Breendonk \| # \| Coureur \| Temps \| \| -- \| -------------------- \| ----- \| \| 1 \| Ivan Messelis \| \| \| 2 \| Rudy De Bie \| \| \| 3 \| Johan Ghyllebert \| \| \| 4 \| Christian Hautekeete \| \| \| 5 \| Wim Lambrechts \| \| \| 6 \| Ludo De Rey \| \| \| 7 \| Alex Moonen \| \| \| 8 \| Henk Baars \| \| \| 9 \| Huub Kools \| \| \| 10 \| Ludo Belmans \| \| |                      |       |
| # | Coureur              | Temps |
| 1 | Ivan Messelis        |       |
| 2 | Rudy De Bie          |       |
| 3 | Johan Ghyllebert     |       |
| 4 | Christian Hautekeete |       |
| 5 | Wim Lambrechts       |       |
| 6 | Ludo De Rey          |       |
| 7 | Alex Moonen          |       |
| 8 | Henk Baars           |       |
| 9 | Huub Kools           |       |
| 10 | Ludo Belmans         |       |